# Manuel Alexandre
Manuel Alexandre Abarca (Madrid, 11 de novembro de 1917 — Madrid, 12 de outubro de 2010) foi um ator espanhol.

## Filmografia
- 2005
  - Elsa y Fred: Fred